# Stan Mortensen
Stanley Harding Mortensen – detto Morty – (South Shields, 26 maggio 1921 – Blackpool, 22 maggio 1991) è stato un calciatore e allenatore di calcio inglese, di ruolo attaccante.

## Carriera
Centravanti, giocò con Blackpool, Hull City, Southport, Bath City e Lancaster City. Con il Blackpool vinse la FA Cup 1952-1953 e la Lancashire Cup 1953-1954. Con le tre reti segnate nella vittoriosa finale di FA Cup 1952-1953, divenne il primo calciatore a realizzare una tripletta in una finale del prestigioso trofeo.
Con la Nazionale inglese scese in campo in 25 partite, realizzando 23 gol. È l'autore della prima rete dell'Inghilterra ai campionati mondiali, avendo realizzato la rete di apertura nell'incontro contro il Cile del 25 giugno 1950, conclusosi sul 2-0. È noto anche per il gol segnato all'Italia nella vittoria inglese per 4-0 a Torino nel 1948, realizzato con un eccezionale tiro scagliato dalla linea laterale, passato alla storia come "gol alla Mortensen".
È stato inserito nella Hall of Fame del calcio inglese.

## Statistiche

### Cronologia presenze e reti in nazionale
| Cronologia completa delle presenze e delle reti in nazionale ― Inghilterra | Cronologia completa delle presenze e delle reti in nazionale ― Inghilterra | Cronologia completa delle presenze e delle reti in nazionale ― Inghilterra | Cronologia completa delle presenze e delle reti in nazionale ― Inghilterra | Cronologia completa delle presenze e delle reti in nazionale ― Inghilterra | Cronologia completa delle presenze e delle reti in nazionale ― Inghilterra | Cronologia completa delle presenze e delle reti in nazionale ― Inghilterra | Cronologia completa delle presenze e delle reti in nazionale ― Inghilterra |
| Data                                                                       | Città                                                                      | In casa                                                                    | Risultato                                                                  | Ospiti                                                                     | Competizione                                                               | Reti                                                                       | Note                                                                       |
| -------------------------------------------------------------------------- | -------------------------------------------------------------------------- | -------------------------------------------------------------------------- | -------------------------------------------------------------------------- | -------------------------------------------------------------------------- | -------------------------------------------------------------------------- | -------------------------------------------------------------------------- | -------------------------------------------------------------------------- |
| 25-5-1947                                                                  | Oeiras                                                                     | Portogallo                                                                 | 0 – 10                                                                     | Inghilterra                                                                | Amichevole                                                                 | 4                                                                          |                                                                            |
| 21-9-1947                                                                  | Bruxelles                                                                  | Belgio                                                                     | 2 – 5                                                                      | Inghilterra                                                                | Amichevole                                                                 | 1                                                                          |                                                                            |
| 18-10-1947                                                                 | Cardiff                                                                    | Galles                                                                     | 0 – 3                                                                      | Inghilterra                                                                | Torneo Interbritannico 1947                                                | 1                                                                          |                                                                            |
| 5-11-1947                                                                  | Liverpool                                                                  | Inghilterra                                                                | 2 – 2                                                                      | Irlanda del Nord                                                           | Torneo Interbritannico 1947                                                | -                                                                          |                                                                            |
| 19-11-1947                                                                 | Londra                                                                     | Inghilterra                                                                | 4 – 2                                                                      | Svezia                                                                     | Amichevole                                                                 | 3                                                                          |                                                                            |
| 10-4-1948                                                                  | Glasgow                                                                    | Scozia                                                                     | 0 – 2                                                                      | Inghilterra                                                                | Torneo Interbritannico 1947                                                | 1                                                                          |                                                                            |
| 16-5-1948                                                                  | Torino                                                                     | Italia                                                                     | 0 – 4                                                                      | Inghilterra                                                                | Amichevole                                                                 | 1                                                                          |                                                                            |
| 9-10-1948                                                                  | Belfast                                                                    | Irlanda del Nord                                                           | 2 – 6                                                                      | Inghilterra                                                                | Torneo Interbritannico 1948                                                | 1                                                                          |                                                                            |
| 10-11-1948                                                                 | Birmingham                                                                 | Inghilterra                                                                | 1 – 0                                                                      | Galles                                                                     | Torneo Interbritannico 1948                                                | -                                                                          |                                                                            |
| 9-4-1949                                                                   | Londra                                                                     | Inghilterra                                                                | 1 – 3                                                                      | Scozia                                                                     | Torneo Interbritannico 1949                                                | -                                                                          |                                                                            |
| 13-5-1949                                                                  | Solna                                                                      | Svezia                                                                     | 3 – 1                                                                      | Inghilterra                                                                | Amichevole                                                                 | -                                                                          |                                                                            |
| 18-5-1949                                                                  | Oslo                                                                       | Norvegia                                                                   | 1 – 4                                                                      | Inghilterra                                                                | Amichevole                                                                 | -                                                                          |                                                                            |
| 15-10-1949                                                                 | Cardiff                                                                    | Galles                                                                     | 1 – 4                                                                      | Inghilterra                                                                | Qual. Mondiali 1950                                                        | 1                                                                          |                                                                            |
| 16-11-1949                                                                 | Manchester                                                                 | Inghilterra                                                                | 9 – 2                                                                      | Irlanda del Nord                                                           | Qual. Mondiali 1950                                                        | 2                                                                          |                                                                            |
| 30-11-1949                                                                 | Londra                                                                     | Inghilterra                                                                | 2 – 0                                                                      | Italia                                                                     | Amichevole                                                                 | -                                                                          |                                                                            |
| 15-4-1950                                                                  | Glasgow                                                                    | Scozia                                                                     | 0 – 1                                                                      | Inghilterra                                                                | Qual. Mondiali 1950                                                        | -                                                                          |                                                                            |
| 14-5-1950                                                                  | Oeiras                                                                     | Portogallo                                                                 | 3 – 5                                                                      | Inghilterra                                                                | Amichevole                                                                 | 1                                                                          |                                                                            |
| 18-5-1950                                                                  | Bruxelles                                                                  | Belgio                                                                     | 1 – 4                                                                      | Inghilterra                                                                | Amichevole                                                                 | 1                                                                          |                                                                            |
| 25-6-1950                                                                  | Rio de Janeiro                                                             | Cile                                                                       | 0 – 2                                                                      | Inghilterra                                                                | Mondiali 1950 - 1º turno                                                   | 1                                                                          |                                                                            |
| 29-6-1950                                                                  | Belo Horizonte                                                             | Stati Uniti                                                                | 1 – 0                                                                      | Inghilterra                                                                | Mondiali 1950 - 1º turno                                                   | -                                                                          |                                                                            |
| 2-7-1950                                                                   | Rio de Janeiro                                                             | Inghilterra                                                                | 0 – 1                                                                      | Spagna                                                                     | Mondiali 1950 - 1º turno                                                   | -                                                                          |                                                                            |
| 14-4-1951                                                                  | Londra                                                                     | Inghilterra                                                                | 2 – 3                                                                      | Scozia                                                                     | Torneo Interbritannico 1950                                                | -                                                                          |                                                                            |
| 9-5-1951                                                                   | Londra                                                                     | Inghilterra                                                                | 2 – 1                                                                      | Argentina                                                                  | Amichevole                                                                 | 1                                                                          |                                                                            |
| 21-10-1953                                                                 | Londra                                                                     | Inghilterra                                                                | 4 – 4                                                                      | Resto d'Europa                                                             | Amichevole                                                                 | 1                                                                          |                                                                            |
| 25-11-1953                                                                 | Londra                                                                     | Inghilterra                                                                | 3 – 6                                                                      | Ungheria                                                                   | Amichevole                                                                 | 1                                                                          |                                                                            |
| Totale                                                                     |                                                                            | Presenze                                                                   | 25                                                                         |                                                                            | Reti                                                                       | 23                                                                         |                                                                            |

## Palmarès

### Giocatore

#### Competizioni nazionali
- Football League War Cup: 1

Blackpool: 1943
- Coppa d'Inghilterra: 1

Blackpool: 1952-1953
- Community Shield: 1

Inghilterra: 1950